# 殷小玮
殷小玮（1973年4月—2019年11月26日），男，山东安丘人，中国材料科学家，西北工业大学教授。

## 生平
1973年4月出生。山东安丘人。1995年西北工业大学航天系本科毕业，获学士学位。1997年3月加入中国共产党。其后师从张立同院士深造，于2001年3月获西北工业大学工学博士学位。2001年4月在上海明华软件技术发展有限公司任工程师。2002年3月至2004年9月受戴维斯夫人基金会资助，在以色列理工学院从事博士后科研工作；2005年1月至2006年6月，作为洪堡学者，在德国埃朗根-纽伦堡大学从事博士后科研工作。主要研究方向为陶瓷基复合材料近尺寸制备工艺，以及结构功能一体化陶瓷基复合材料。
2006年开始担任西北工业大学材料学院超高温结构复合材料重点实验室教授。2009年升任博士生导师。2015年获第一届中国复合材料青年科学家奖，2016年获教育部自然科学一等奖。
2015年5月出任材料学院副院长，2018年11月出任西北工业大学研究生院常务副院长。因病抢救无效，于2019年11月26日上午在西安市逝世，享年47岁。